# Pepe (película de 2024)
Pepe es una película dramática de 2024 escrita y dirigida por Nelson Carlo De Los Santos Arias. La película protagonizada por Jhon Narváez y Sor María Ríos, es la voz de Pepe, el primer y último hipopótamo muerto en América, que aparece como fantasma y cuenta su historia con la poderosa tradición oral de estas comunidades.
La película es una coproducción internacional entre República Dominicana, Namibia, Alemania y Francia, y tuvo su estreno mundial en el Festival Internacional de Cine de Berlín de 2024, donde compitió por el Oso de Oro.

## Sinopsis
Un joven hipopótamo, conocido por el nombre de Pepe, que le dieron los medios de comunicación colombianos, fue asesinado en la selva de Colombia, pero regresa en forma de fantasma. Es la voz de un hipopótamo, o eso dice. No tiene noción del tiempo, sólo de un pasado que le persigue. "¿Ese ruido es mío? ¿Qué es lo que uso para hacerlo?". El animal está seguro de una cosa: ya no está vivo. Fue el primero y el último de su especie sacrificado en América. Nos adentramos en un mundo de muchas historias, cada una de las cuales contiene más historias en su interior. Con seriedad y humor, honestidad y engaño, las imágenes y los sonidos transmiten el poderoso discurso de lugares donde criaturas como Pepe perecieron sin llegar a comprender su verdadera situación.

## Reparto
Como Pepe
- Jhon Narváez
- Fareed Matjila
- Armonía Ahalwa
- Shifafure Faustino

Otros
- Sor María Ríos como Betania
- Jorge Puntillón García como Candelario
- Steven Alexander como Cocorico
- Nicolás Marín Caly como Ángel
- Wolfgang Fuhrmann como Señor Heribert (cazador)

## Producción
Pepe, es un hipopótamo que fue trasladado de su tierra natal en África a Colombia para residir en el zoo privado del narcotraficante Pablo Escobar. La historia está "narrada" por el animal. Carlo Chatrian, director artístico de la Berlinale, calificó la película, dirigida por el dominicano Nelson Carlos De Los Santos Arias, de "mezcla de géneros y estilos, lo que la convierte en la más "inclasificable" de la selección".
La película cuenta con el apoyo del World Cinema Fund, creado en 2004 por iniciativa de la Fundación Cultural Federal y la Berlinale, y es una de las doce películas invitadas a la Berlinale.
La película se rodó en Namibia y Colombia.

## Recepción
En el sitio web de crítica Rotten Tomatoes, la película tiene un índice de aprobación del 83% basado en 6 críticas, con una calificación media de 8/10.